# Мики Маус (списание)
„Мики Маус“ (на английски: Mickey Mouse) е периодично комикс списание на издателство „Егмонт България“.
Появява се за първи път в България на 24 април 1991 г., когато излиза нулевият брой в стохиляден тираж. Изпълнено с веселите приключения на Мики Маус, Доналд Дък и техните приятели, със загадки, ребуси, интересни статии и конкурси, списанието се радва на хиляди почитатели.
В списанието се публикуват преводи на български на комикси с героите на „Уолт Дисни“. Част от тях са взети от архива на „Егмонт“, в който има комикси от 1930 г. до днес, като някои от тях са нарисувани от известни автори, работили преди за „Дисни“ (и техните подизпълнители) като Карл Баркс и Флойд Готфредсон. Повечето от новите комикси са творби на автори от целия свят, работещи за „Егмонт“, но се публикуват и истории, направени за други издателства. От 1995 г. преводач на комиксите в списанието е Юлия Чернева.
В началото списанието излиза всеки месец и съдържанието е съставено почти единствено от комикси. От края на 1993 г. един брой излиза на всеки две седмици (общо 24 броя за една година). През 1994 г. допълнителното съдържание, съставяно в българското издателство става значително повече и се появяват различни текстове, конкурси и викторини. От началото на 1999 г. списанието излиза всеки понеделник и към онзи момент е единственото седмично детско списание в България. От януари 2004 г. към всеки брой се прилага играчка-подарък за читателя.
Броят на страниците на списанието варира през неговата история, като от началото на 90-те до началото на 2000-те години стандартният брой страници е 32 без корицата. Изключение на това прави кратък период през 1997 г., когато броят на страниците е съкратен до 24 без корицата. До края на 2008 г. броят на страниците е 40, вече с кориците, но от брой 1 за 2009 г. той е намален отново, този път на 32 стр. с корицата, или 28 без нея. От 2013 г. списанието става месечно, въпреки големите протести на читателите. Обяснението на Егмонт е, че те получават комиксите и информацията от чужбина и вече не могат да го издават толкова често.
От началото на 2016 г. до края на 2017 г. отново има промяна в периодиката на списанието, като вече излиза на всеки два месеца, или 6 броя годишно.
В периода между 2018 и 2023 г. списанието не се издава. От 2024 г. то отново започва да се издава, като на всеки три месеца излиза един брой. Форматът се запазва 32 стр. с корицата.

## Броеве
- Мики Маус, Брой 00 (1991)